# Spudbar
Spudbar (стилізовано як: SpudBAR) — австралійська мережа ресторанів, заснована в 2000 році у Фіцрої, штат Вікторія. 
SpudBAR - найбільша австралійська франшиза що спеціалізується на стравах з картоплі з локаціями у Вікторії, Західній Австралії та Квінсленді.
На даний час мережа має 21 ресторан..

## Меню
SpudBAR пропонує різноманітні страви з картоплі, а також є можливість створити власну страву.
Саме меню складається з трьох розділів:
- Картопля
- Салати
- Снеки

Також є дієтичне та веганське меню.